# شهرستان چسترفیلد (ویرجینیا)
شهرستان چسترفیلد، ویرجینیا (به انگلیسی: Chesterfield County, Virginia) یک سکونتگاه مسکونی در ایالات متحده آمریکا است که در ویرجینیا واقع شده‌است.

## خصوصیات
شهرستان چسترفیلد ۱٬۱۳۱٫۸۳ کیلومترمربع مساحت دارد.